# Judy Holt
Judy Holt (Farnworth, 15 augustus 1960 ) is een Brits actrice.

## Carrière
Holt begon in 1981 met acteren in de televisieserie My Father's House, waarna zij nog meerdere rollen speelde in televisieseries en films.

## Filmografie

### Films
- 2015 A.K.A Nadia - als huismoeder in dansschool
- 2000 Seeing Red - als mrs. Hall
- 1984 The Road to 1984 - als Susan Watson

### Televisieseries
Uitgezonderd eenmalige gastrollen.
- 2019 Hollyoaks - als Pippa Papadopolous - 2 afl.
- 2013-2016 Scott & Bailey - als Scary Mary Jackson - 9 afl.
- 2011-2012 Coronation Street - als Lesley Kershaw - 36 afl.
- 2011 Hollyoaks - als rechter - 9 afl.
- 2008 Emmerdale - als Brenda MacFarlane - 2 afl.
- 2005 Bodies - als Hilary Sachs - 2 afl.
- 2004 Hollyoaks - als mrs. Kirk - 5 afl.
- 2000-2003 At Home with the Braithwaites - als Elaine Fishwick - 16 afl.
- 2002 The Bill - als Anne Merrick - 6 afl.
- 2002 Always and Everyone - als Jean Kenning - 7 afl.
- 2000 Queer as Folk - als Claire Fletcher - 2 afl.
- 1990-1994 Children's Ward - als verpleegster Sandra Mitchell - 26 afl.
- 1988 The Contract - als Lizzie Forsyth - 3 afl.
- 1986 The Practice - als Mandy Bright - 3 afl.
- 1982 Love Is Old, Love Is New - als Mo - 4 afl.
- 1981 My Father's House - als Anna Blake - 5 afl.